# McDonald’s Israel
McDonald's Israel (em hebraico:  מקדונלד'ס ישראל) é a franquia master israelense da rede de restaurantes fast food McDonald's . Operado e licenciado pela Alonyal Limited ( em hebraico:  אלוניאל בע"מ, Alonyal Ba'am), o McDonald's Israel é a maior rede de hambúrgueres de Israel, com 60% de participação de mercado. Foi o primeiro outlet israelense a ser inaugurado em 1993 e um grande concorrente da rede de restaurantes local Burger Ranch. O primeiro McDonald's kosher do mundo foi inaugurado em Mevaseret Zion em outubro de 1995.
O McDonald's Israel pertence e é administrado pelo empresário israelense Omri Padan. Padan é presidente da Alonial Limited, licenciada local do McDonald's. Atualmente, o McDonald's tem 228 restaurantes em Israel, sendo 69 deles sob supervisão Kosher, o que significa que fecham no Shabat e nos feriados judaicos, não misturam carne e laticínios (como cheeseburgers) e, na Páscoa, servem a carne em Pãezinhos de Páscoa. Em Israel, a maioria das filiais são não-kosher, pois servem cheeseburgers (que não são kosher, ou seja, não estão em conformidade com a lei alimentar judaica tradicional) mediante pedido especial (não estão no menu) e servem sobremesas à base de leite (sorvete, milk shakes). Algumas das filiais kosher servem produtos lácteos em uma seção separada do restaurante. O McDonald's Israel não opera restaurantes na Cisjordânia e nas Colinas de Golã.
O McDonald's Israel afirma adquirir mais de 80% de seus ingredientes localmente. Isso inclui hambúrgueres de carne kosher, batatas, alface, pães e mistura de milkshake.

## Cardápio

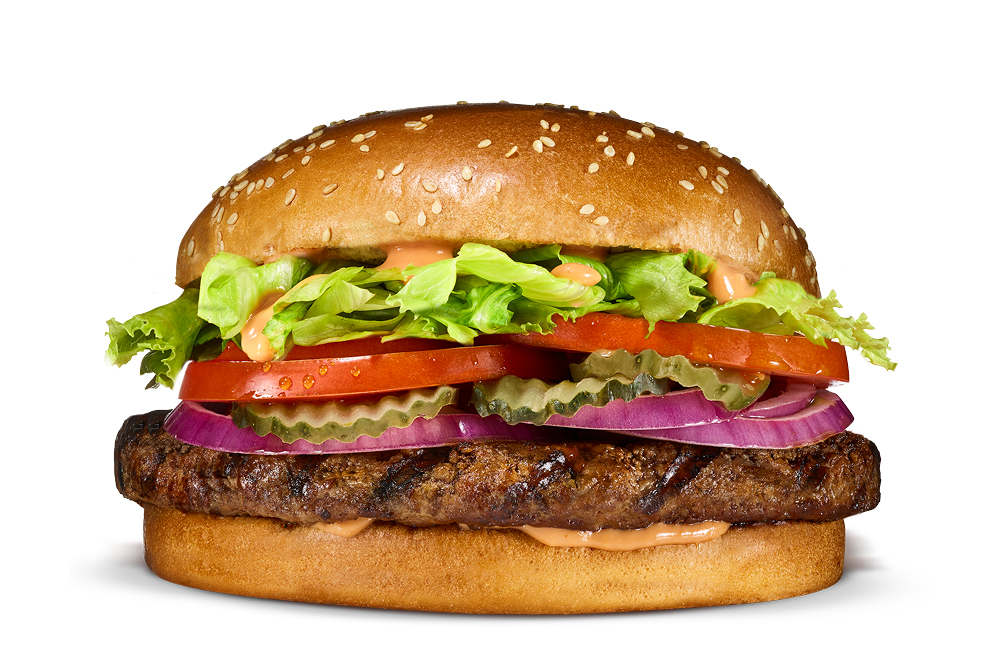
McRoyal faz parte do menu do McDonald's Israel

O menu regular do McDonald's tem alguns acréscimos que atendem aos gostos locais. McKebab (em hebraico:  מקקבב) foi servido em tortilha. A salada israelense foi adicionada ao cardápio em 2007. Em janeiro de 2011, o McDonald's Israel lançou o Mc Falafel ( em hebraico:  מקפלאפל) em todos os seus restaurantes, mas foi retirado do cardápio em julho de 2011, até seu renascimento em julho de 2021. O McDonald's Israel também serve a série Big America, que consiste em seis hambúrgueres - o Big New York, o Big Texas, o Big Chicago, o Big Miami, o Big Las Vegas e o Big Broadway. Todos os hambúrgueres são servidos com hambúrguer de 0,5 libra (225 gramas) ou de 0,275 libra (125 gramas) e com pequenas diferenças no molho e nas cebolas.
Tal como acontece com a maioria dos locais do McDonald's, o McDonald's Israel usa hambúrguer de carne contendo cerca de 10% de gordura. Além disso, utiliza óleo de canola e reduziu o sódio e aumentou a proporção de vegetais nos pratos.
Em conformidade com a cashrut, os restaurantes McDonald's em Israel não servem produtos suínos. No entanto, eles foram criticados por líderes religiosos judaicos por servirem cheeseburgers e empregarem trabalhadores judeus aos sábados, o Sabá.

## Controvérsias
Durante a guerra Israel-Hamas de 2023, em meio ao bloqueio israelense de suprimentos em Gaza, o McDonald's em Israel foi criticado após dar comida gratuita às Forças de Defesa de Israel. A hashtag #BoycottMcDonalds ganhou força ao redor do mundo nas redes sociais. Houve também grandes aglomerações em frente a restaurantes no Líbano e no Egito protestando contra a medida. As filiais do McDonald's em outros países como Turquia e o Paquistão distanciaram-se da marca israelita e prometeram ajuda a Gaza.
Em janeiro de 2024, o CEO do McDonald's, Chris Kempczinski, reconheceu a reação, afirmando: "Vários mercados no Oriente Médio e alguns fora da região estão experimentando um impacto comercial significativo devido à guerra e à desinformação associada que está afetando marcas como o McDonald's".